# 7211 Ксеркс
7211 Ксеркс (7211 Xerxes) — астероїд головного поясу, відкритий 25 березня 1971 року.
Тіссеранів параметр щодо Юпітера — 3,288.
Названо на честь Ксеркса (староперс. Xšayāršā, перс. خشایارشا, дав.-гр. Ξέρξης, івр. חשיארש הראשון — перського царя, сина Дарія І, правив з 485 до смерті у 465 до н. е.).